# 丹尼斯·霍普森
丹尼斯·霍普森（英語：Dennis Hopson，1965年4月22日—），美国职业篮球运动员。他在1987年的NBA选秀中第1轮第3顺位被新泽西篮网选中。